# Bashkortostan (empresa)

A empresa de rádiodifusão " Bashkortotan" é uma empresa estatal de televisão e rádio da República do Bascortostão. 

## História
A Empresa Unitária Estatal "Empresa de Radiodifusão Bashkortostan " da República do Bascortostão (Empresa Unitária Estatal "Empresa de Radiodifusão" Bashkortostan "" RB) foi criada em 1960.   

## Estrutura
O complexo comercial e de entretenimento da Bashkortostan inclui: A empresa de rádiodifusão

### Canais de TV
- Televisão por satélite bashkir (noticiário)
- Ҡurai (musical)
- Tamyr (juventude)

### Estações de rádio
- Yuldash
- Ashҡaҙar
- Satellite FM

## Estações ativas e afiliadas
Ufa:
- 66.68 VHF - Radio Ashkadar
- 68.24 VHF - Televisão por satélite bashkir
- 105.5 FM - Yuldash
- 107.0 FM - Satélite FM
- 8 TVK - BST

Belebey:
- 72,20 VHF - BST
- 104.7 FM - Yuldash
- 107.2 FM - Satélite FM
- 27 TVK - BST

A fim de 100% de cobertura da população da república com o canal de televisão por satélite Bashkir, bem como as estações de rádio Yuldash e Sputnik FM, mais de 400 repetidores de televisão com potência de 1 W a 5 kW foram construídos e comissionados nos assentamentos do Bascortostão. 